# Бяла Слатина (община)
Община Бяла Слатина се намира в Северозападна България и е една от съставните общини на област Враца.

## География

### Географско положение, граници, големина
Общината е разположена в източната част на област Враца. С площта си от 545,51 km2 заема 2-ро място сред 10-те общини на областта, което съставлява 15,08% от територията на областта. Границите ѝ са следните:
- на юг – община Роман;
- на югозапад – община Враца;
- на запад – община Борован;
- на север – община Мизия и община Оряхово;
- на изток – община Кнежа и община Червен бряг от област Плевен.

### Релеф, води
Релефът на общината е предимно равнинен, а в южната част хълмист. Територията ѝ условно попада в две физикогеографски области на България – Западната Дунавска равнина и много малка част в Западния Предбалкан.
Южната част на община Бяла Слатина, на юг от долината на река Скът попада в най-северната част на Западния Предбалкан. Тук в нейните предели се простират части от два ниски полупланински рида. По границата с община Враца се издигат североизточните склонове на рида Врачански венец и тук западно от село Драшан се намира най-високата точка на общината – 463 m н.в. На около 6 – 7 km североизточно и успоредно на него в посока от северозапад на югоизток се простира друг предбалкански рид – Дреновица с максимална височина 364 m, разположена източно от село Драшан, на границата с община Червен бряг. По неговото северно подножие условно се прокарва границата между Западната Дунавска равнина и Западния Предбалкан.
Останалата близо 2/3 част от община Бяла Слатина се заема от обширната равнинна част на Западната Дунавска равнина, като малкото на брой малки реки и суходолия текат в плитки и широки долини. Северозападно от село Галиче, в долината на река Скът (десен приток на Огоста) се намира най-ниската ѝ точка – 63 m н.в.
Основна водна артерия на общината е река Скът, която протича през нея с цялото си средно и част от долното си течение. Тя навлиза в общината западно от село Комарево, при село Бъркачево завива на север, а в град Бяла Слатина – на северозапад. В района на селата Алтимир и Галиче прави два големи меандра и напуска общината северозападно от последното. Южната част на общината се отводнява от Габерска река и нейните малки притоци, която е ляв приток на река Искър. На множество малки реки и дерета, основно притоци на Скът, са изградени десетки микроязовири („Под селото“, „Лековит кладенец“, „Руменя“ и др.), водите на които се използват основно за напояване на обширните земеделски земи.

## Население

### Етнически състав (2011)
Численост и дял на етническите групи според преброяването на населението през 2011 г.:
|                     | Численост | Дял (в %) |
| Общо                | 24 606    | 100,00    |
| Българи             | 17 743    | 72,11     |
| Турци               | 323       | 1,31      |
| Цигани              | 2 544     | 10,34     |
| Други               | 36        | 0,15      |
| Не се самоопределят | 191       | 0,78      |
| Неотговорили        | 3769      | 15,32     |

### Населени места
Общината има 15 населени места с общо население 21 832 жители към 15 март 2024 г.
| Населено място  | Население (2024 г.) | Площ на землището km2 | Забележка (старо име) | Населено място | Население (2024 г.) | Площ на землището km2 | Забележка (старо име)           |
| --------------- | ------------------- | --------------------- | --------------------- | -------------- | ------------------- | --------------------- | ------------------------------- |
| Алтимир         | 1037                | 32,058                |                       | Драшан         | 143                 | 19,136                |                                 |
| Буковец         | 189                 | 20,465                |                       | Комарево       | 278                 | 20,239                |                                 |
| Бърдарски геран | 622                 | 28,033                |                       | Попица         | 1750                | 37,765                |                                 |
| Бъркачево       | 756                 | 23,038                |                       | Соколаре       | 557                 | 25,396                |                                 |
| Бяла Слатина    | 10 992              | 82,383                | Бела Слатина          | Тлачене        | 370                 | 29,998                |                                 |
| Враняк          | 435                 | 32,088                |                       | Търнава        | 2238                | 46,338                |                                 |
| Габаре          | 1011                | 44,110                |                       | Търнак         | 1454                | 34,249                |                                 |
| Галиче          | 1538                | 70,217                |                       | ОБЩО           | 21 832              | 545,510               | няма населени места без землища |

## Административно-териториални промени
- Указ № 293/обн. 24 юли 1914 г. – признава с. Бела Слатина за гр. Бела Слатина;
- през 1956 г. – уточнено е името на гр. Бела Слатина на гр. Бяла Слатина без административен акт;
- Указ № 3005/обн. ДВ бр. 78/9 октомври 1987 г. – закрива община Габаре и присъединява всичките ѝ населени места към община Бяла Слатина;
- Указ № 19/обн. 22 февруари 2005 г. – отделя с. Върбица и землището му от община Бяла Слатина и го присъединява към община Враца.

## Политика
- 2011 – Иво Цветков (ГЕРБ) печели на втори тур срещу Венцислав Василев (БСП)
- 2007 – Венцислав Василев (БСП) печели на втори тур с 64,18% срещу Мехти Касъмов (Солидарност).
- 2003 – Милко Симеонов (БСП, БЗС Александър Стамболийски 1899, ОБТ, ПДСД) печели на втори тур с 67% срещу Данаил Йолов (независим).
- 1999 – Милко Симеонов (БСП, БЗС Александър Стамболийски 1899, ПК Екогласност) печели на втори тур с 58% срещу Параскева Ненчева (ОДС).
- 1995 – Иван Георгиев (Предизборна коалиция БСП, БЗНС Александър Стамболийски, ПК Екогласност) печели на втори тур с 56% срещу Тодорин Диковски (независим).

## Транспорт
През общината преминават частично 5 пътя от Републиканската пътна мрежа на България с обща дължина 79,6 km:
- участък от 17,9 km от Републикански път II-13 (от km 48,9 до km 66,8);
- началният участък от 16,8 km от Републикански път III-133 (от km 0 до km 16,8);
- началният участък от 28,6 km от Републикански път III-134 (от km 0 до km 28,6);
- началният участък от 8,8 km от Републикански път III-1304 (от km 0 до km 8,8);
- участък от 7,5 km от Републикански път III-1306 (от km 30,1 до km 37,6).

## Топографска карта
- Лист от карта K-34-24. Мащаб: 1 : 100 000.
- Лист от карта K-34-36. Мащаб: 1 : 100 000.
- Лист от карта K-35-13. Мащаб: 1 : 100 000.